# 都城市立庄内小学校
都城市立庄内小学校（みやこのじょうしりつ しょうないしょうがっこう）は、宮崎県都城市庄内町にある公立の小学校。

## 概要
歴史
創立は学制頒布前の1869年（明治2年）。現校名となったのは1965年（昭和40年）。2025年（令和7年）には創立155周年を迎える。
校章
羽ばたく鳥を背景にして、中央に校名の略称である「庄小」の文字（縦書き）を配している。
校歌
作詞は八波則吉、改作は蓑部哲三、作曲は村田先生による。歌詞は3番まであり、歌詞中に校名は登場しない。
通学区域
都城市のうち、「庄内町、関之尾町、乙房町（一部）」。
中学校区は都城市立庄内中学校。

## 沿革
- 1869年（明治2年）7月3日 - 三島通庸の仮館内にて教授を開始。
- 1870年（明治3年）7月5日 - 三原義五が初代校長として就任。
- 1873年（明治6年）10月11日 - 学制の頒布により、「庄内小学校」（男子校）が創立。女子校を分立し、「庄内女児小学校」とする。
- 1883年（明治16年）4月 - 男女両校を統合の上、「庄内小学校」とする。
- 1886年（明治19年）- 小学校令施行により、尋常科（4年制）を設置の上、「尋常庄内小学校」となる。
- 1889年（明治22年）5月1日 - 町村制の施行により、北諸県郡2村（安永、西岳）が合併の上、「庄内村」が発足。
- 1892年（明治25年）- 「庄内尋常小学校」に改称。
- 実施時期不詳 - 高等科を併置の上、「庄内尋常高等小学校」に改称。
- 1908年（明治41年）4月 - 改正小学校令により、尋常科（義務教育年限）が4年制から6年制に改められる。
  - 従来の尋常科4年・高等科4年が「尋常科6年・高等科2年」に改められる。
- 1913年（大正2年）4月 - 現在地に移転を完了。
- 1919年（大正8年）9月 - 火災により、校舎を焼失。
- 1924年（大正13年）5月1日 - 庄内村が町制施行により、「庄内町」となる。
- 1926年（大正15年）4月 - 尋常科において、庄内女子尋常小学校を分離。
- 1930年（昭和5年）3月 - 庄内女子尋常小学校を統合。
- 1936年（昭和11年）3月 - 講堂・木造2階建て校舎、特別教室が完成。
- 1941年（昭和16年）4月1日 - 国民学校令施行により、「庄内町庄内国民学校」に改称。尋常科を初等科に改める。
- 1945年（昭和20年）8月6日 - 空襲により、講堂と校舎が全焼。
- 1947年（昭和22年）- 学制改革が行われる（六・三制の実施）。
  - 4月1日 - 国民学校初等科は、新制小学校「庄内町立庄内小学校」に改組・改称。
  - 5月8日 - 国民学校高等科は、青年学校普通科とともに、新制中学校「庄内町立庄内中学校」に改組・改称。
- 1948年（昭和23年）2月 - 校舎を改築（復旧）。
- 1950年（昭和25年）4月 - 菓子野分校を設置。
- 1951年（昭和26年）5月1日 - 菓子野分校が、庄内町立菓子野小学校として独立。
- 1955年（昭和30年）5月 - 講堂兼雨天体操場が完成。
- 1956年（昭和31年）7月15日 - 庄内町と西岳村が合併の上、「荘内町」となる。これにより、「荘内町立庄内小学校」に改称。
- 1960年（昭和35年）1月 - 学校給食を開始。
- 1965年（昭和40年）4月1日 - 都城市への編入により、「都城市立庄内小学校」（現校名）に改称。
- 1970年（昭和45年）3月 - 創立100周年を記念し、図書室を充実させる。
- 1971年（昭和46年）7月 - プールが完成。
- 1972年（昭和47年）3月 - 地区体育館が完成。
- 1974年（昭和49年）4月 - 校舎（9教室）が完成。
- 1975年（昭和50年）2月 - 校舎（4教室）が完成。
- 1978年（昭和53年）12月 - 体育館が完成。
- 1990年（平成2年）7月 - 学校の木、および学校の花を制定。
- 2011年（平成23年）2月 - 創立140周年を記念して、新体育館が完成。
- 2020年（令和2年）2月2日 - 創立150周年記念式典を挙行。

## 交通アクセス
最寄りの鉄道駅
- JR九州 えびの高原線・吉都線 「谷頭駅」

最寄りのバス停留所
- 高崎観光バス 「庄内小学校」バス停

最寄りの幹線道路
- 宮崎県道42号都城野尻線・宮崎県道31号都城霧島公園線 「庄内」交差点

## 周辺
- 庄内地区公民館
- JAみやざき西部支所庄内支店
- 庄内土地改良区
- 安永城跡・庄内城山公園・庄内児童公園
- 荘内郵便局